# Parafia Świętych Apostołów Piotra i Pawła w Tomaszowicach
Parafia Świętych Apostołów Piotra i Pawła w Tomaszowicach – parafia rzymskokatolicka, znajdująca się w archidiecezji lubelskiej, w dekanacie Konopnica.

## Zasięg parafii
Do parafii należą wierni z następujących miejscowości: Miłocin, Moszna, Płouszowice, Sieprawki, Tomaszowice-Kolonia, Tomaszowice.